# Шовкопряд кульбабовий
Шовкопряд кульбабовий (Lemonia taraxaci) — вид комах з родини брамей (Brahmaeidae). Один з 10 видів палеарктичного роду; один з 3 видів роду у фауні України.

## Морфологічні ознаки
Розмах крил — 35-55 мм. Статевий диморфізм невиразний. Забарвлення крил одноманітне вохристо-жовте, у самок — світложовте. На передньому крилі є невелика чорна пляма. Тіло дуже пухнасте.

## Поширення
Центральна, частково східна та південна Європа, південна частина західного Сибіру та північний Казахстан.
В Україні зустрічається спорадично у зоні мішаних лісів та у Лісостепу.

## Особливості біології
Зустрічається на узліссях та галявинах широколистяних та мішаних лісів, на схилах ярів та балок, на луках та у рідколіссях, іноді у садах та парках. Протягом року розвивається 1 генерація. Літ імаго відбувається у серпні-жовтні. Метелики активні удень за сонячної погоди, іноді увечері та вночі. Самиці відкладають яйця купками біля кормових рослин. Гусінь живиться листям кульбаби та нечуйвітра, розвивається у травні-червні. Заляльковується у верхньому шарі ґрунту в овальних комірках.

## Загрози та охорона
Загрози: можливо, деградація природної лугової рослинності, випалювання трав, надмірний випас худоби, хімічні обробки місцевості тощо.
Заходи з охорони не розроблені. Доцільний пошук популяцій виду та створення ентомологічних заказників у місцях розповсюдження виду з регламентацією викошування трав, випасу худоби та повною забороною випалювання трав.